# Горішня Глоговиця
Горішня Глого́виця (болг. Горна Глоговица) — село в Перницькій області Болгарії. Входить до складу общини Земен.

## Населення
За даними перепису населення 2011 року у селі проживали 39 осіб, усі — болгари.
Розподіл населення за віком у 2011 році:
Динаміка населення: